# James Blunt
James Blunt (tên khai sinh James Hillier Blount; sinh ngày 22 tháng 2 năm 1974) là một ca sĩ kiêm nhạc sĩ người Anh. Trong số các ca khúc của anh thì You're Beautiful là ca khúc mang lại cho anh danh tiếng và thành công rực rỡ vào năm 2005.
Phong cách của anh là sự kết hợp giữa Pop, Rock và nhạc dân gian. Cùng với giọng ca ấm, Blunt còn có khả năng chơi rất nhiều nhạc cụ bao gồm dương cầm, guitar, organ, mộc cầm và mellotron. Anh được ký hợp đồng với hãng thu âm Custard danh tiếng của Linda Perry và trở thành ca sĩ người Anh đầu tiên trong vòng gần 1 thập kỉ có được đĩa đơn quán quân tại bảng xếp hạng Billboard Hot 100 của Mỹ với ca khúc You’re beautiful. Người gần đây nhất được vinh dự nằm trong danh sách này là Ngài Elton John vào năm 1997 với ca khúc Candle in the Wind 1997. 

## Cuộc sống thời thơ ấu
Blunt sinh ra tại Tidworth, Wiltshire, Anh Quốc năm 1974 và được học tại trường Elstree, Woolhampton, và sau đó là trường Harrow. Sau đó anh trở thành một sĩ quan trong trung đoàn Life Guard, một đơn vị của Household Cavalry thuộc quân đội Anh Quốc. Anh được thăng quân hàm đại uý và phục vụ trong quân đội như một sĩ quan trinh sát trong lực lượng gìn giữ hoà bình NATO ở Kosovo. Anh là chỉ huy cấp cao dẫn đầu 30.000 quân vào Pristina xông thẳng vào thủ đô của Kosovo. Đó là khoảng thời gian anh viết ca khúc "No Bravery". Anh còn là người làm nhiệm vụ tại lễ tang Hoàng Thái Hậu Elizabeth Bowes-Lyon ngày 9 tháng 4 năm 2002.

## Sự nghiệp ca hát
Trong vòng một năm sau khi rời khỏi quân ngũ, Blunt cùng với thành viên của nhóm 4 Non Blondes, Linda Perry, người đã từng viết và sản xuất các ca khúc cho P!nk, Courtney Love và Christina Aguilera. Perry ký hợp đồng với anh nhân danh hãng đĩa Custard Records. Đĩa đơn đầu tiên của Blunt tại Vương quốc Anh có tên "High" (đồng tác giả với Ricky Ross, tác giả của ca khúc Deacon Blue). Tuy nhiên ca khúc này không được nằm trong top 100 đĩa đơn của Anh quốc. Nhưng tại Ý, bài hát này được chọn là ca khúc nhạc nền quảng cáo cho hãng điện thoại di động Vodafone, và đương nhiên bài hát này lọt vào top 10 hit tại nước này. Ca khúc thứ 2, "Wisemen", thành công hơn, đứng vị trí 44 tại bảng xếp hạng. Sau đó, nó trở thành ca khúc hỗ trợ cho chuyến lưu diễn của Elton John năm 2004.
Đến ca khúc thứ 3, "You're Beautiful" đem về cho anh thành công, danh tiếng và sự yêu mến trong lòng khán giả. Ban đầu, ca khúc này đứng thứ 12 tại Anh, nhưng sau 6 tuần ngôi vị số 1 đã thuộc về bản tình ca này. Hàng loạt chương trình đài phát thanh tại Anh liên tục phát sóng bài hát này. Thành công của "You're Beautiful" tại Anh đã khiến cho ca khúc này trở thành một trong những hit hay nhất mùa hè năm 2005 trên khắp Châu Âu. Tại Mỹ, "You're Beautiful" cũng leo lên chiếm vị trí đầu tiên trên WPLJ - một đài phát thanh radio tại New York City. Ngay sau khi được phát sóng trên các đài phát thanh vào mùa thu năm 2005, ca khúc đã leo lên nằm trong top 10 với các vị trí: Âm nhạc đương đại, top 40 ca khúc dành cho người lớn và nhạc alternative dành cho người lớn, sau một thời gian ngắn bài hát này đứng số 1 trên bảng xếp hạng hot 100. 

Video ca khúc You're Beautiful đã giành giải "Video xuất sắc nhất của nam nghệ sĩ" năm 2006.

Video cho tất cả các ca khúc của Blunt cho đến thời điểm này đều mang đậm chủ nghĩa tượng trưng và những hình ảnh với mảng màu tối. Trong video đầu tiên của "High", anh bị chôn trong một sa mạc. Còn trong video đầu tiên của "Wisemen", anh bị bắt cóc và làm con tin. Trong video "You're Beautiful", anh đã nhảy xuống biển tự tử trước khi những giai điệu cuối cùng của bài hát kịp tắt.
Blunt đã từng xuất hiện rất nhiều trước truyền hình và đài phát thanh trên khắp các quốc gia như Anh, Châu Âu, Bắc Mỹ, New Zealand và Úc. Ngày 3 tháng 12 năm 2005, anh đến tham dự chương trình truyền hình trực tiếp Saturday Night với vai trò là một nghệ sĩ khách mời. Âm nhạc của anh được các chương trình truyền hình phát đi trên khắp thế giới. Anh cũng đã từng được mời xuất hiện trên chat show của Oprah Winfrey trong đó anh trình diễn 2 ca khúc nổi tiếng nhất của mình "You're Beautiful" và "Goodbye My Lover". Tháng 4 năm 2006, bài hát "No bravery" có mặt tại Pháp và đứng thứ 15 tại các bảng xếp hạng.

## Danh sách đĩa nhạc

### Album
| Năm  | Tựa                  | Hạng       | Hạng       | Hạng        | Hạng        | Hạng       | Chú thích                               |
| Năm  | Tựa                  | DE         | AT         | CH          | UK          | US         | Chú thích                               |
| ---- | -------------------- | ---------- | ---------- | ----------- | ----------- | ---------- | --------------------------------------- |
| 2004 | Back to Bedlam       | 1 (68 tu.) | 1 (89 tu.) | 1 (100 tu.) | 1 (106 tu.) | 2 (78 tu.) | Phát hành lần đầu: 11 tháng 10 năm 2004 |
| 2007 | All the Lost Souls   | 1 (54 tu.) | 1 (57 tu.) | 1 (56 tu.)  | 1 (33 tu.)  | 7 (25 tu.) | Phát hành lần đầu: 14 tháng 9 năm 2007  |
| 2010 | Some Kind of Trouble | 2 (27 tu.) | 3 (26 tu.) | 1 (44 Wo.)  | 4 (17 tu.)  | 11 (6 tu.) | Phát hành lần đầu: 5 tháng 11 năm 2010  |
| 2013 | Moon Landing         | 2 (… tu.)  | 1 (… tu.)  | 1 (… tu.)   | 2 (… tu.)   | 20 (3 tu.) | Phát hành lần đầu: 18 tháng 10 năm 2013 |

### Đĩa đơn thành công
| Năm  | Đĩa đơn            | Vị trí cao nhất | Vị trí cao nhất | Vị trí cao nhất | Vị trí cao nhất | Vị trí cao nhất | Vị trí cao nhất | Vị trí cao nhất | Vị trí cao nhất |
| Năm  | Đĩa đơn            | Thế giới        | Anh             | Mỹ              | Canada          | Hà Lan          | Đức             | Thụy Điển       | Na Uy           |
| ---- | ------------------ | --------------- | --------------- | --------------- | --------------- | --------------- | --------------- | --------------- | --------------- |
| 2005 | "You're Beautiful" | 2               | 1               | 1               | 1               | 1               | 2               | 1               | 1               |
| 2006 | "Goodbye My Lover" | 14              | 9               | 66              | 85              | 4               | 28              | 1               | 6               |
| 2007 | "1973"             | 1               | 4               | 73              | 13              | 2               | 1               | 7               | 7               |

## Giải Grammy
| Năm  | Đề cử / Tác phẩm   | Giải thưởng                     | Kết quả |
| ---- | ------------------ | ------------------------------- | ------- |
| 2007 | James Blunt        | Nghệ sĩ mới xuất sắc nhất       | Đề cử   |
| 2007 | "You're Beautiful" | Thu âm của năm                  | Đề cử   |
| 2007 | "You're Beautiful" | Bài hát của năm                 | Đề cử   |
| 2007 | "You're Beautiful" | Giọng nam hát pop xuất sắc nhất | Đề cử   |
| 2007 | Back to Bedlam     | Album giọng pop xuất sắc nhất   | Đề cử   |